# Simon Straudi
Simon Straudi (Brunico, 27 gennaio 1999) è un calciatore italiano, difensore dell'Austria Klagenfurt.

## Caratteristiche tecniche
Gioca come terzino destro.

## Carriera
Straudi ha mosso i primi passi nel mondo del calcio con il  Sankt Georgen da cui poi è passato al più blasonato Südtirol.  Nella stagione 2015-2016 ha collezionato due convocazioni in Serie C senza però riuscire a debuttare.
Nel 2016 si è trasferito in Germania al Werder Brema che lo ha assegnato all'Under-19. Nel 2018 è stato promosso nel Werder Brema II con cui ha debuttato in Regionalliga il 28 luglio nell'incontro pareggiato 0-0 contro il Wolfsburg II. Ha segnato il suo primo gol il 2 settembre successivo contro l'Oldenburg. Il 21 maggio 2019 ha firmato il suo primo contratto professionistico con il club tedesco ed ha iniziato ad allenarsi con la prima squadra, ricevendo alcune convocazioni per incontri di Bundesliga.
Il 5 ottobre 2020 è stato ceduto in prestito all'Austria Klagenfurt. Con il club austriaco ha giocato 28 incontri ed ha ottenuto la promozione in Bundesliga al termine dello spareggio vinto contro il St. Pölten dove ha giocato titolare in entrambi gli incontri fornendo un assist nella gara di andata.
Rientrato in Germania ha trascorso la stagione 2021-2022 ancora con la seconda squadra in Regionalliga dove ha giocato 15 incontri ed ha realizzato 2 reti, senza riuscire a debuttare con la prima squadra nonostante alcune convocazioni. Rimasto svincolato in seguito alla scadenza del contratto, il 7 luglio 2022 ha fatto ritorno in Austria all'Austria Klagenfurt con cui ha firmato un contratto biennale.

## Statistiche

### Presenze e reti nei club
Statistiche aggiornate al 2 dicembre 2023.
| Stagione        | Squadra            | Campionato      | Campionato | Campionato | Coppe nazionali | Coppe nazionali | Coppe nazionali | Coppe continentali | Coppe continentali | Coppe continentali | Altre coppe | Altre coppe | Altre coppe | Totale | Totale | Totale |
| Stagione        | Squadra            | Comp            | Pres       | Reti       | Comp            | Pres            | Reti            | Comp               | Pres               | Reti               | Comp        | Pres        | Reti        | Pres   | Reti   |        |
| --------------- | ------------------ | --------------- | ---------- | ---------- | --------------- | --------------- | --------------- | ------------------ | ------------------ | ------------------ | ----------- | ----------- | ----------- | ------ | ------ | ------ |
| 2015-2016       | Südtirol           | LP              | 0          | 0          | CI+CI-LP        | 0               | 0               |                    | -                  | -                  |             | -           | -           | 0      | 0      |        |
| 2018-2019       | Werder Brema II    | RL              | 15         | 1          |                 | -               | -               |                    | -                  | -                  |             | -           | -           | 15     | 1      |        |
| 2019-2020       | Werder Brema II    | RL              | 15         | 1          |                 | -               | -               |                    | -                  | -                  |             | -           | -           | 15     | 1      |        |
| ago.-ott. 2020  | Werder Brema II    | RL              | 4          | 0          |                 | -               | -               |                    | -                  | -                  |             | -           | -           | 4      | 0      |        |
| ott. 2020-2021  | Austria Klagenfurt | 2L              | 23+2       | 0          | CA              | 3               | 0               |                    | -                  | -                  |             | -           | -           | 28     | 0      |        |
| 2021-2022       | Werder Brema II    | RL              | 15         | 2          |                 | -               | -               |                    | -                  | -                  |             | -           | -           | 15     | 2      |        |
| 2022-2023       | Austria Klagenfurt | BL              | 12         | 0          | CA              | 3               | 0               |                    | -                  | -                  |             | -           | -           | 15     | 0      |        |
| 2023-2024       | Austria Klagenfurt | BL              | 14         | 0          | CA              | 3               | 0               |                    | -                  | -                  |             | -           | -           | 17     | 0      |        |
| Totale carriera | Totale carriera    | Totale carriera | 100        | 4          |                 | 9               | 0               |                    | -                  | -                  |             | -           | -           | 109    | 4      |        |